# Eric Holcomb
Eric Joseph Holcomb (* 2. května 1968 Indianapolis, Indiana) je americký politik a člen Republikánské strany, v letech 2017 až 2025 guvernér Indiany.
Je ženatý. V letech 1990 až 1996 byl příslušníkem amerického námořnictva. V roce 2011 začal působit jako předseda organizace Republikánské strany v Indianě, ve funkci setrval do roku 2013.
V březnu 2016 jej guvernér Mike Pence jmenoval indianským viceguvernérem. Jím byl Hocomb do roku 2017, neboť ve volbách v roce 2016 byl sám zvolen guvernérem, když o 5 % hlasů porazil kandidáta Demokratů Johna Gregga, zatímco Pence byl zvolen viceprezidentem Spojených států amerických jako spolukandidát zvoleného prezidenta Donalda Trumpa. Se ziskem téměř 57 % hlasů poté Holcomb obhájil funkci guvernéra i ve volbách v roce 2020.